# Rhipsideigma anosibense
Rhipsideigma anosibense är en skalbaggsart som beskrevs av Arturs Neboiss 1989. Rhipsideigma anosibense ingår i släktet Rhipsideigma och familjen Cupedidae. Inga underarter finns listade i Catalogue of Life.